# Sainte-Honorine-du-Fay
Sainte-Honorine-du-Fay – miejscowość i gmina we Francji, w regionie Normandia, w departamencie Calvados. Nazwa miejscowości pochodzi od imienia św. Honoryny.
Według danych na rok 1990 gminę zamieszkiwało 1065 osób, a gęstość zaludnienia wynosiła 141 osób/km² (wśród 1815 gmin Dolnej Normandii Sainte-Honorine-du-Fay plasuje się na 210. miejscu pod względem liczby ludności, natomiast pod względem powierzchni na miejscu 678.).